# Ioduro rameoso
Lo ioduro rameoso o ioduro di rame(I) è un composto chimico inorganico con formula minima CuI.
Polvere di colore bianco insolubile in acqua che diventa gialla con la calcinazione e viene poco decomposta dall'idrogeno gassoso se scaldato fino al calor rosso. Mischiato con l'ossido ferrico, manganico o rameico ed esponendo il miscuglio al calor rosso si libera iodio e si ottiene ossido rameoso.
In natura si trova in minerali come la marshite, dove il colore bruno-rossastro è dovuto alle impurità. Come molti composti contenenti ioduro, data la facile ossidazione aerobica dello ioduro a iodio, spesso può presentare colorazioni leggermente brunastre.
Utilizzato in una varietà di applicazioni che vanno dalla sintesi organica alla semina delle nubi.

## Struttura
Lo ioduro di rame(I) è un polimero inorganico. Ha un ricco schema di fase in cui esistono parecchie forme cristalline. Adotta la struttura della blenda dello zinco (Sfalerite) per temperature inferiori a 390 °C (ɣ-CuI), alla struttura della Wurtzite fra 390 e 440 °C (β-CuI) ed alla forma cubica semplice per temperature superiori ai 440 °C (α-CuI). Nelle prime due forme gli ioni sono coordinati tetraedricamente, con una distanza Cu-I di 2 338 Å. Il bromuro di rame(I) ed il cloruro di rame(I), le cui distanze interatomiche fra alogeno e rame(I) sono 2 051 e 2 173 Å, si trasformano dalla struttura ɣ alla struttura β a 405 e 435 °C, rispettivamente. Di conseguenza più lungo è il legame più basso è la temperatura per il cambio di struttura.
|       |       |       |
| γ-CuI | β-CuI | α-CuI |

## Sintesi
In laboratorio lo ioduro rameoso è preparato da soluzioni acquose di uno ioduro alcalino e di un sale di rame solubile.
{\displaystyle {\ce {2Cu^2+ + 4I- -> 2CuI2}}}
dove lo ioduro rameico CuI2, instabile, immediatamente si decompone a iodio ed a ioduro rameoso
{\displaystyle {\ce {2 CuI2 -> 2 CuI + I2}}}
Questa reazione può essere impiegata per analizzare campioni contenenti il rame(II), poiché lo iodio sviluppato può essere analizzato tramite la titolazione redox.
Strati sottilissimi di rame se esposti a vapori di iodio formano film di CuI con centri catodoluminescenti.
CuI è poco solubile in acqua (0.00042 g/l a 25 °C), ma si dissolve in presenza di NaI o di KI per dare l'anione lineare [CuI2]−. La diluizione di tali soluzioni con acqua precipita di nuovo CuI. Questo processo di dissoluzione-precipitazione è impiegato per purificare CuI, rendendo il campione sempre più bianco.

## Usi
- Come reagente in sintesi organica;[7][8]
- Nella semina delle nubi, alterandone la quantità o il tipo di precipitazione funzionando da sfera di aggregazione per l'umidità della nube;
- Le proprietà strutturali di CuI permettono che esso stabilizzi il calore nel nylon usato nei prodotti residenziali quali moquette, negli accessori del motore per veicoli ed in altri mercati in cui la durevolezza ed il peso sono un fattore importante;
- Come fonte di iodio dietetico nell'alimentazione animale.